# 八幡新造
八幡新造（やわたのしんぞう、生年不詳 - 天正5年7月12日（1577年7月27日））は、戦国時代から安土桃山時代にかけての女性。安芸国高田郡吉田荘の吉田郡山城を本拠地とする国人・毛利氏の当主である毛利弘元の次女として生まれ、足利一門で備後国御調郡八幡村の八幡城を本拠地とする国人・備後渋川氏当主である渋川義正の正室となり、嫡男の渋川義満を生んだ。
異母兄に毛利興元と毛利元就。異母姉に宮姫（武田氏室）。同母弟に相合元綱。同母妹に松姫（吉川元経正室）、相合大方（井上元光正室）、竹姫（井原元師正室）。異母弟に北就勝。

## 名前
「八幡」は婚家である備後渋川氏の本拠地である備後国御調郡八幡村を指し、「新造」は武家の妻女を指す言葉である。
実名は不明だが、八幡新造本人も書状で「しんさう」と署名しており、異母兄の毛利元就から「八幡新造」、毛利輝元から「やわた御しんさう」、孫娘のうか嶋から「やわた御しんさうさま」と呼ばれている。
その他に「八幡上」、「八幡のかみさま」、「八幡上様」、「神辺上」、「神辺上様」、「小幡の上様」などと呼ばれた。法名は「月巌妙秋禅尼」。

## 生涯
生年は不明だが、安芸国高田郡吉田荘の吉田郡山城を本拠地とする国人・毛利弘元の次女として生まれる。母は毛利弘元の側室。
永正3年（1506年）1月21日に父・弘元が死去しているため、父とは早くに死別している。また、永正8年（1511年）10月11日に死去した異母姉の宮姫、永正13年（1516年）8月25日に死去した異母兄の毛利興元らをはじめとして、若くして多くの肉親を亡くしている。
具体的な年は不明だが、足利一門で備後国御調郡八幡村の八幡城を本拠地とした備後渋川氏当主の渋川義正に嫁ぎ、嫡男の渋川義満を生んだ。
永禄7年（1564年）10月21日、甥で毛利氏当主の毛利隆元から生前に約束されていた周防国における段銭の事について兄・元就へ切々と申し入れたことで、元就は粟屋元種に毎年相違なく履行するよう命じ、その旨を粟屋元種から八幡新造へ伝えるよう命じている。
天正5年（1577年）7月12日に死去。法名は「月巌妙秋禅尼」。異母兄の興元や甥の幸松丸と同じく安芸国高田郡吉田の秀岳院に葬られた。秀岳院には興元や幸松丸の位牌と共に八幡新造の位牌も安置されていたが、現在の所在は不明となっている。
また、孫娘のうか嶋に毛利元就や毛利輝元からの書状類を譲り渡しており、うか嶋は元就の又姪にあたる血縁関係から輝元に養われて田中徳庵と婚姻した。